# 市川段四郎

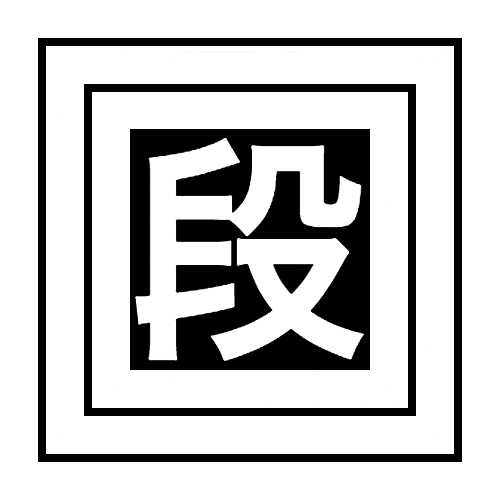
三升に段の字

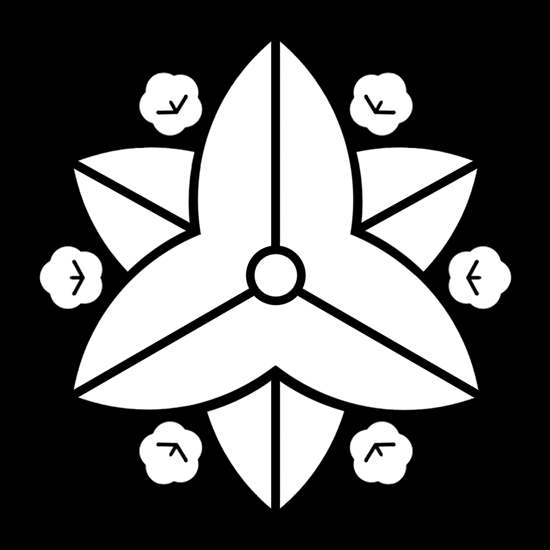
八重澤瀉

市川 段四郎（いちかわ だんしろう）は、歌舞伎役者の名跡。屋号は澤瀉屋。 定紋は二代目が澤瀉（おもだか）、三代目以降は三升の中に段の字（みますの なかに だんのじ）、替紋は八重澤瀉（やえおもだか）。ただし代々の段四郎は通常替紋の「八重澤瀉」を使用している。昭和まで4代を数える。
- 初 代 市川段四郎
  - 出自不詳、1651–1717。初代市川團十郎の門人から立役に出世。
  - 初代市川助六 → 初代市川段四郎 → 初代市川團四郎

- 二代目 市川段四郎
  - 浅草の立師の子、1855–1922。九代目市川團十郎の門人から立役へ出世、澤瀉屋を門閥にのしあげ、ついには歌舞伎界を代表する長老になった反骨の苦労人。
  - 市村長松 → 坂東羽太作 → 山崎猿之助 → 松尾猿之助 → 初代市川猿之助 → 二代目市川段四郎

- 三代目 市川段四郎
  - 二代目の孫、二代目の長男・二代目市川猿之助の長男、1908–1963。才能に恵まれながら壮年にして病に倒れた。妻は女優の高杉早苗。
  - 二代目市川團子 → 三代目市川段四郎

- 四代目 市川段四郎
  - 三代目の次男、1946–2023。
  - 初代市川龜治郎 → 四代目市川團子 → 四代目市川段四郎